# Australia en los Juegos Olímpicos de Río de Janeiro 2016
Australia estuvo representada los Juegos Olímpicos de Río de Janeiro 2016 por un total de 421 deportistas que compitieron en 26 deportes. Responsable del equipo olímpico es el Comité Olímpico Australiano, así como las federaciones deportivas nacionales de cada deporte con participación.
La portadora de la bandera en la ceremonia de apertura fue la ciclista Anna Meares.

## Medallistas
El equipo olímpico de Australia obtuvo las siguientes medallas:
| Nombre | Deporte               | Competición                |
| --- | --------------------- | -------------------------- |
| Oro |                       |                            |
| Kyle Chalmers | Natación              | 100 m libre M              |
| Mack Horton | Natación              | 400 m libre M              |
| Emma McKeon Brittany Elmslie Bronte Campbell Cate Campbell                                                           | Natación              | 4 × 100 m libre F          |
| Chloe Esposito | Pentatlón moderno     | Individual F               |
| Kimberley Brennan | Remo                  | Scull individual (W1X) F   |
| Equipo | Rugby 7               | Torneo F                   |
| Catherine Skinner | Tiro                  | Foso F                     |
| Tom Burton | Vela                  | Laser M                    |
| Plata |                       |                            |
| Jared Tallant | Atletismo             | 50 km marcha M             |
| Alexander Edmondson Jack Bobridge Michael Hepburn Sam Welsford                                                       | Ciclismo en pista     | Persecución por eqs. M     |
| Madeline Groves | Natación              | 200 m mariposa M           |
| Mitchell Larkin | Natación              | 200 m espalda M            |
| Leah Neale Emma McKeon Bronte Barratt Tamsin Cook                                                                    | Natación              | 4 × 200 m libre F          |
| Emily Seebohm Taylor McKeown Emma McKeon Cate Campbell                                                               | Natación              | 4 × 100 m estilos F        |
| Karsten Forsterling Alexander Belonogoff Cameron Girdlestone James McRae                                             | Remo                  | Cuatro scull (M4X) M       |
| William Lockwood Joshua Dunkley-Smith Joshua Booth Alexander Hill                                                    | Remo                  | 4 sin timonel (M4-) M      |
| Jason Waterhouse Lisa Darmanin                                                                                       | Vela                  | Nacra 17                   |
| Mathew Belcher William Ryan                                                                                          | Vela                  | 470 M                      |
| Nathan Outteridge Iain Jensen                                                                                        | Vela                  | 49er M                     |
| Bronce |                       |                            |
| Dane Bird-Smith | Atletismo             | 20 km marcha M             |
| Anna Meares | Ciclismo en pista     | Keirin F                   |
| Shane Rose (CP Qualified) Stuart Tinney (Pluto Mio) Sam Griffiths (Paulank Brockagh) Christopher Burton (Santano II) | Hípica                | Concurso completo por eqs. |
| Emma McKeon | Natación              | 200 m libre F              |
| James Roberts Kyle Chalmers James Magnussen Cameron McEvoy                                                           | Natación              | 4 × 100 m libre M          |
| Mitchell Larkin Jake Packard David Morgan Kyle Chalmers                                                              | Natación              | 4 × 100 m estilos M        |
| Kenneth Wallace Lachlan Tame                                                                                         | Piragüismo            | K2 1000 m M                |
| Jessica Fox | Piragüismo en eslalon | K1 F                       |
| Maddison Keeney Anabelle Smith                                                                                       | Saltos                | Trampolín 3 m sincro. F    |
| Alec Potts Ryan Tyack Taylor Worth                                                                                   | Tiro con arco         | Equipo M                   |